# Fill Your Heart
Fill Your Heart est une chanson écrite et composée par Biff Rose et Paul Williams. Elle est sortie en 1968 sur le premier album de Rose, The Thorn in Mrs. Rose's Side (en).

## Reprises
Le chanteur américain Tiny Tim enregistre en 1968 une reprise de Fill Your Heart qui voit le jour en face B de son single à succès Tiptoe Through the Tulips. C'est probablement par l'entremise de ce single que David Bowie découvre cette chanson. Après avoir écouté l'album de Biff Rose, il inclut sa propre reprise de Fill Your Heart en ouverture de la deuxième face de son quatrième album, Hunky Dory, qui sort en décembre 1971. Son interprétation suit de près les arrangements orchestraux de la version originale de Biff Rose.